# Alain Finkielkraut
Alain Finkielkraut, né le 30 juin 1949 à Paris, est un essayiste, écrivain polémiste, enseignant de philosophie, producteur de radio et académicien français.
Ancien élève de l'École normale supérieure de Saint-Cloud, agrégé de lettres modernes et titulaire d'une maîtrise de philosophie, il est l'auteur de nombreux essais sur la littérature, l'amour et la modernité. Professeur au lycée technique de Beauvais (1974-1976), puis assistant-professeur invité à l'université de Californie à Berkeley (1976-1978)[réf. nécessaire], il enseigne à l'Institut universitaire privé Elie-Wiesel à Paris et exerce comme professeur d'histoire des idées au département humanités et sciences sociales de l'École polytechnique entre 1989 et 2014, année où il est élu membre de l'Académie française. Il anime depuis 1985 l'émission Répliques sur France Culture et intervient régulièrement dans l'espace médiatique français où il est régulièrement à l'origine de controverses et de polémiques.
Il s'est engagé dans le mouvement de mai 68 avant de rejoindre la « nouvelle philosophie » dans les années 1970. Devenu un intellectuel familier du public au cours des années 1980, il développe alors une réflexion propre sur l'identité, la mémoire et l'intégration par l'école. Dans ce contexte, il s'est exprimé sur des questions politiques comme la judéité, le nationalisme, la colonisation, le sionisme, la notion d'identité, l'antisémitisme et le racisme, sur le multiculturalisme, sur les failles du système éducatif français, ou encore sur les guerres de Yougoslavie — prises de positions qui ont parfois fait l'objet de vives controverses.
Il est officier de la Légion d'honneur depuis 2009 et lauréat de nombreux prix pour ses essais.

## Biographie

### Origines et parcours
Alain Luc Finkielkraut naît à Paris le 30 juin 1949 de Daniel et Janka Finkielkraut, réfugiés juifs polonais.
Daniel Finkielkraut, né le 26 octobre 1904 à Varsovie, maroquinier, a quitté la Pologne dans les années 1930 en raison de l'antisémitisme. Après avoir été victime de la rafle du billet vert, il est déporté dans le convoi no 5, en date du 28 juin 1942, de Beaune-la-Rolande vers le camp d'extermination nazi d'Auschwitz, où il survit à la Shoah. Les grands-parents paternels d'Alain Finkielkraut, Aron Finkielkraut et Terner Finkielkraut, sont déportés par le convoi no 36, en date du 23 septembre 1942, du Camp de Drancy vers Auschwitz.
Janka, née sous le prénom de Laura dans la ville de Lviv alors polonaise, a survécu à l'extermination de sa famille dans les camps situés en Pologne et s'est d'abord réfugiée en Allemagne, puis à Anvers, en Belgique. Elle adopte définitivement le prénom de « Janka » figurant sur ses faux papiers[source insuffisante]. En 1950, Daniel et Janka Finkielkraut et leur fils unique Alain Luc bénéficient d'une naturalisation collective de l'État français.
Après ses études secondaires, Finkielkraut entre en classes préparatoires au lycée Henri-IV.
Pascal Bruckner, un de ses condisciples, témoigne de l'antimilitarisme de Finkielkraut, qui se serait fait réformer du service militaire par simulation.
En 1969 il est reçu à l'École normale supérieure de Saint-Cloud,.
En 1972, après une maîtrise de philosophie, il est reçu à l'agrégation de lettres modernes,. Il est ensuite nommé professeur de lettres modernes au lycée Paul-Langevin de Beauvais.
De 1976 à 1978 il enseigne au département de littérature française de l'université de Californie à Berkeley.
Il se marie en 1985 avec l'avocate Sylvie Topaloff. La même année, il devient l'animateur de Répliques sur France Culture.
De novembre 1989 à 2014, il est professeur d'histoire des idées à l'École polytechnique. À la rentrée 2014, Alain Finkielkraut prend sa retraite de l'École polytechnique, où il est remplacé par le philosophe Michaël Fœssel.
En 2000, il cofonde l'Institut d'études lévinassiennes.
Critique médiatisé des réformes du système éducatif français, il est consulté par l'État sur les questions scolaires (il fait notamment partie de la commission Thélot, dont il démissionne par désaccord avec le contenu du rapport final).
Le 10 avril 2014, il est élu à l'Académie française pour succéder, au fauteuil 21, à l'écrivain Félicien Marceau, par 16 voix sur 28 votes, dès le premier tour,. Son élection est critiquée par certains académiciens[Qui ?] reprochant le caractère « clivant » du personnage, alors que d'autres saluent « une reconnaissance qui le consacre comme acteur de l’Histoire de la philosophie et figure active du monde intellectuel français ». Le 28 janvier 2016, il est accueilli sous la Coupole par Pierre Nora et prononce l'éloge de Félicien Marceau.
Début 2022, il est hospitalisé pendant trois mois à la suite d'une infection nosocomiale.

### Engagements
Dans sa jeunesse, dans le sillage de Mai 68, Alain Finkielkraut est maoïste, proche de la Gauche prolétarienne, et membre actif de l'Union des jeunesses communistes marxistes-léninistes (UJCml)[réf. nécessaire]. Sans renier ce premier engagement, il s'éloigne de ses camarades politiques en soutenant Israël lors de la guerre du Kippour en 1973. À la fin des années 1980, il soutient les chrétiens du Liban[précision nécessaire],. En 1989, il cosigne un appel dans Le Nouvel Observateur, avec notamment Régis Debray et Élisabeth Badinter, demandant l’interdiction du foulard islamique à l'école.

#### Années 1990
Dans les années 1990, il est avec Bernard-Henri Lévy parmi les premiers intellectuels à s'engager pour une intervention occidentale en ex-Yougoslavie, dans un climat plutôt hostile (la position officielle de la France et de son président François Mitterrand étant à l'époque pro-serbe)[réf. nécessaire]. Il défend également le droit de la Croatie à la sécession contre la Grande Serbie bâtie sur les ruines de l'ex-Yougoslavie, au nom du principe de la défense des « petites nations » comme gage de liberté. En 1998, il est témoin des parties civiles au procès en appel de Roger Garaudy pour contestation de crimes contre l'humanité.

#### Années 2000
Dans les années 2000, il condamne la seconde intifada et critique le silence du gouvernement PS de Lionel Jospin au sujet de la montée de l'antisémitisme en France. Lors de l'élection présidentielle de 2002, il fait un discours devant le Panthéon pour protester contre la présence de Jean-Marie Le Pen au second tour du scrutin,. Il dénonce également les positions de l'humoriste Dieudonné, qu'il accuse de prôner l'antisémitisme au nom de la défense des Noirs et qu'il estime représentatif d'un « nouvel antisémitisme proféré au nom de l'antiracisme ». Il juge à ce titre Dieudonné plus dangereux que le Front national.

#### Années 2010
Dans le cadre de l'élection présidentielle française de 2017, Alain Finkielkraut indique qu’il a voté pour Manuel Valls à la primaire de la gauche. En vue du second tour de la présidentielle, qui oppose Emmanuel Macron à Marine Le Pen, il apporte son soutien au candidat d’En marche.

## Œuvre radiophonique et éditoriale
Depuis 1985, Alain Finkielkraut produit et anime chaque semaine une émission sur France Culture, Répliques. Il y reçoit des invités qu'il fait dialoguer, présentant souvent des oppositions marquées, et où il introduit une troisième voix, la sienne, en réplique.
Répliques a donné lieu à plusieurs publications thématiques, rassemblant des comptes rendus d'émissions, notamment Enseigner les lettres aujourd'hui (Tricorne, 2003) sur les questions d'enseignement ; Ce que peut la littérature (Stock, 2006) sur le pouvoir et la valeur de la culture livresque ; Qu'est-ce que la France (Stock, 2007) sur l'identité française et la question de la nation ; La querelle de l'école (Stock, 2007) sur les mutations et les finalités du système éducatif ; L'Interminable écriture de l'extermination (Stock, 2010) sur la littérature de la Shoah ; Pour rendre la vie plus légère (Stock, 2020), recueillant des émissions auxquelles Mona Ozouf a participé, en particulier sur les femmes, la littérature et l'histoire.
Finkielkraut intervient aussi sur la radio communautaire juive RCJ, où il chronique des questions d'actualité. Il y anime l'émission d'opinion Qui vive jusqu'en juin 2006, et jusqu'à juillet 2018 l’émission L’esprit de l’escalier avec la journaliste Élisabeth Lévy, le dimanche, de 12h à 12h30. Il collabore également au magazine Causeur de Lévy qui publie des morceaux choisis de l'émission depuis septembre 2012. Finkielkraut est aussi régulièrement invité sur des plateaux de télévision qui en font une figure célèbre du débat public.
En parallèle de cette activité médiatique, Alain Finkielkraut collabore à plusieurs revues dont Arguments et Égards, et écrit de nombreux essais sur les thèmes qu'il affectionne : l'amour, l'identité juive, la nation française, la littérature et la nostalgie.
Le 12 mars 2022, la directrice de France Culture Sandrine Treiner écrit : « Vous êtes nombreux à avoir noté le cycle de rediffusions de l’émission, Répliques, que nous vous proposons depuis plusieurs semaines. L’état de santé d’Alain Finkielkraut n’a pas pu lui permettre de venir à l’antenne […] Nous espérons tous qu’il sera le plus rapidement possible en situation de pouvoir retrouver ses auditeurs ».

### Les références de Finkielkraut
Alain Finkielkraut se réclame de plusieurs intellectuels critiques de leur temps. De Hannah Arendt, il retire son analyse du totalitarisme et plus particulièrement sa réflexion sur la banalité du mal, mais aussi son analyse de La Crise de la culture dans les sociétés modernes. La critique de la modernité passe aussi, chez lui, par la lecture de Charles Péguy, à qui il consacre son essai Le Mécontemporain, Charles Péguy, lecteur du monde moderne (1992).
Finkielkraut a également souvent évoqué l'influence que le romancier Milan Kundera a exercée sur lui : il l'aurait en particulier aidé à se départir de son lyrisme spontané hérité de Mai 68, et à découvrir la complexité du monde.
À partir de La Sagesse de l'amour, sorti en 1984 et couronné du prix européen de l'essai Charles-Veillon, Alain Finkielkraut dit aussi sa dette envers l'œuvre d'Emmanuel Levinas.[réf. nécessaire]

### La «pensée 68», le progressisme et le conservatisme
Le Nouveau Désordre amoureux, écrit en 1977 avec Pascal Bruckner, est l'ouvrage qui a rendu Finkielkraut célèbre. Le livre s'attaque au « mythe de la Révolution sexuelle », qui serait issue de Mai 68 et des théories de Gilles Deleuze et Félix Guattari, de Guy Debord et des situationnistes. Selon la lecture de Finkielkraut et Bruckner, Deleuze et Guattari nient l'amour ou, en tout cas, affirment que l'amour en tant que valeur abstraite serait une chose « ignoble ». Finkielkraut et Bruckner affirment a contrario l'existence de l'amour et son impossible réforme : « L’amour ne se prête pas à la révolution »[réf. nécessaire]. Ils voient tous deux les femmes comme les victimes de cette idéologie.
Proche du mouvement des « nouveaux philosophes », Alain Finkielkraut s'oppose à ce qu'il appelle « l'idéologie du progressisme », que les héritiers de Mai 68 auraient rendu dominant dans la sphère intellectuelle française et dans lequel il décèle un aveuglement :

« Le progressisme, c'est l'idée que tout est politique, et qu'en effet on peut accéder à un monde meilleur par un bouleversement radical des institutions, par la révolution ou l'élimination des méchants. […] Nourrie de cette espérance, la gauche progressiste ne voulait pas voir les horreurs commises en son nom. Et quand elle les voyait et finissait par condamner le communisme soviétique, c'était pour reporter aussitôt son impatience messianique sur Cuba ou sur la Chine. La gauche anti-totalitaire, à l'inverse, s'est inspirée de Soljenitsyne et des dissidents pour dénoncer non seulement l'écart entre l'idéal communiste et la réalité, mais aussi le danger d'un idéal d'éradication définitive du mal. »

Bien qu'opposé au progressisme, Finkielkraut entend se distinguer tant de la gauche que de la droite contemporaine :

« La gauche n'a que le mot "changement" à la bouche alors qu'il s'agit de sauver les meubles. Mais je ne suis pas de droite pour autant car la gauche, la droite et le centre parlent d’une seule voix : la voix de l'économie. Qu'il s'agisse des ravages du néotourisme ou de la démesure du football, nos représentants raisonnent exclusivement en termes de rentabilité. »

Au sujet du conservatisme, il précise :

« N'étant pas moi-même un héritier, je n'ai aucune raison de plaider pour le maintien des privilèges et je ne souhaite nullement figer l'ordre social. Si je suis conservateur, c'est au sens écologique, mais cette écologie, ce principe de sauvegarde, ne doit pas se limiter à la terre, il doit englober la culture, la langue et aussi la douceur des manières. »

### L'identité juive, Israël et le nouvel antisémitisme
Dans Le Juif imaginaire (1981) Alain Finkielkraut interroge l'identité des juifs de sa génération, athées et nés après la guerre. Il affirme que la mémoire du génocide requiert de leur part une posture qui ne soit ni indifférence ni identification. Il défend le devoir de mémoire mais rappelle que les descendants des victimes n'ont aucun titre à se présenter eux-mêmes comme des victimes qu'ils ne sont pas. À la question de la mémoire de la Shoah, il consacre les essais L'Avenir d'une négation : réflexion sur la question du génocide (Seuil, 1982) et La mémoire vaine : du crime contre l'humanité (Gallimard, 1989). En 2000, il publie Une voix vient de l'autre rive, dans le fil du Juif imaginaire : comment ne pas oublier sans s'identifier, comment transmettre sans s'approprier une tradition qui, universelle, n'appartient à personne en particulier ?
Au nom de l'autre : réflexion sur l'antisémitisme qui vient (2003) est un essai sur ce qu'il perçoit comme la résurgence d'insultes et d'actes antisémites :

« Il faut du courage pour porter une kippa dans ces lieux féroces qu'on appelle cités sensibles et dans le métro parisien : le sionisme est criminalisé par toujours plus d'intellectuels, l'enseignement de la Shoah se révèle impossible à l'instant même où il devient obligatoire, la découverte de l'Antiquité livre les Hébreux au chahut des enfants, l'injure « sale juif » a fait sa réapparition (en verlan) dans presque toutes les cours d'école. Les Juifs ont le cœur lourd et, pour la première fois depuis la guerre, ils ont peur. »

— Citation extraite de Au nom de l'autre, réflexion sur l'antisémitisme qui vient.
Ce climat menaçant serait légitimé par un antisémitisme intellectuel « de gauche » et « progressiste » au nom de la dénonciation d'Israël : « Hier, Céline ou Drumont reprochaient aux Juifs leur cosmopolitisme, leur manque de patrie ; aujourd'hui, c'est leur trop-plein de patrie que les antisémites leur reprochent, leur attachement à une communauté et à un pays ». Cet attachement serait celui porté à la fois à Israël et à la France.
Finkielkraut critique en même temps les immigrés qui s'en prennent aux Juifs, les intellectuels qui les légitiment, et les Juifs français qui ne se sentent pas français à part entière. Après une série d'actes traduisant, selon lui, une « nouvelle vague d'antisémitisme et d'anti-républicanisme » de la part de populations issues de l'immigration postcoloniale, il écrit dans le magazine juif L'Arche :

« Cette fois, ce sont les victimes potentielles de l’exclusion et du racisme qui sont les fers de lance de cet antisémitisme violent. […] Pour la première fois, nous sommes dans le même bateau. C’est une judéophobie qui emprunte son argumentaire à l'antisémitisme apocalyptique de l’Europe des années trente mais qui se nourrit de l’exploitation du conflit israélo-palestinien. […] Le gouvernement est très coupable de ne pas défendre la République quand elle est attaquée, sous prétexte qu’elle l’est par d’autres gens que ceux dont on a l’habitude. Mais on aurait tort d’isoler complètement les manifestations antisémites d’un mouvement plus vaste dont les Juifs ne sont pas les seules cibles. Ce n’est pas le moment de nous désolidariser de la France en l’accusant puisque la haine dont nous sommes l’objet vise aussi la France. »

### La critique de l'école et de la culture
À partir de La Défaite de la pensée (1987), Finkielkraut s'alarme de la menace que fait peser sur la pérennité de la haute culture le triomphe de la culture de masse. Il dénonce l'impasse du « tout culturel », qui confond selon lui toute activité avec un fait de culture, et la politique du « tout culturel » du ministre de la Culture de l'époque (Jack Lang). Il considère que « l'École suit cette même pente […] qui la détruit ». Il prend ainsi parti dans la « querelle de l'école », initiée dans les années 1980 par des pamphlets comme De l'école de Jean-Claude Milner. Il fustige l'école française issue des réformes des « pédagogues », qui, selon lui, sacrifient la transmission.
Finkielkraut s'affirme de cette façon comme défenseur d'un modèle d'école chargé de la transmission du patrimoine littéraire, mais aussi creuset pour l'assimilation culturelle des enfants d'immigrés défavorisés. En 2008, il critique l'optimisme de François Bégaudeau, auteur du livre Entre les murs consacré au collège d'une ZEP, l'opposition affichée de Bégaudeau aux méthodes d'enseignement orthodoxes et le choix du jury de Festival de Cannes de remettre la Palme d'or à l'adaptation cinématographique du roman, choix que Finkielkraut considère comme idéologique.
Dans l'article « La révolution culturelle à l'école », publié dans Le Monde le 18 mai 2000, il invoque Jaurès, qui « voulait que les enfants du peuple reçoivent une culture équivalente à celle que recevaient les enfants de la bourgeoisie ». Il déplore ce qu'il perçoit comme la détérioration du système scolaire sous l'effet du conformisme et de la culture de masse :

« Les parents instruits et avisés de la bourgeoisie rêvent aujourd'hui que leurs enfants bénéficient d'une culture équivalente à celle qu'ils ont reçue et ils sont prêts à y mettre le prix. Ils usent de tous les stratagèmes, de tous les subterfuges et de tous les déménagements pour trouver une école primaire, puis un collège, puis un lycée — privé ou public — où la communication n'a pas détrôné la transmission, où l'émulation n'est pas taboue, où l'idée de mérite est considérée comme un acquis démocratique et non comme un scandale pour la démocratie, où l'on ne s'adosse pas à la misère pour faire honte à la pensée, où d'autres dimensions de la réalité sont prises en compte que l'environnement social et d'autres dimensions du temps que l'actualité, où la différence entre information et connaissance n'est pas tombée dans l'oubli, où la laïcité n'a pas été vaincue par l'idolâtrie des consoles. »

Selon Élisabeth de Fontenay, philosophe proche d'Alain Finkielkraut, sa position est « une passion de cette école à la française, dont il constate avec désespoir qu’elle n’a pas su être offerte aux enfants défavorisés comme une chance réelle d’intégration, et qu’elle ne fonctionne plus correctement que pour les enfants des bourgeois ».
Il est consulté par l'État sur les questions scolaires : il fait ainsi partie de la commission Thélot, dont il démissionne à la suite d'un désaccord avec le contenu du rapport final. Sa position sur ce sujet est celle de la défense de la « valeur de l'étude », contre des théories pédagogistes, qu'il dénonce comme jouant un rôle dans l'aggravation des inégalités,,.
Dès la démocratisation du réseau Internet au début des années 2000, Alain Finkielkraut publie avec Paul Soriano Internet : l'inquiétante extase, livre dans lequel il conteste les bienfaits de la mise en place de ce réseau universel. En 2009, il déclare dans l'émission Arrêt sur images :

« Ce que je constate, c'est que sur Internet, on passe de plus en plus de photos, d'images volées. C'est une des règles d'internet. Telle ou telle conférence est tenue dans un cercle plus ou moins privé, et paf, on la diffuse sur Internet. »

## Prises de position et controverses

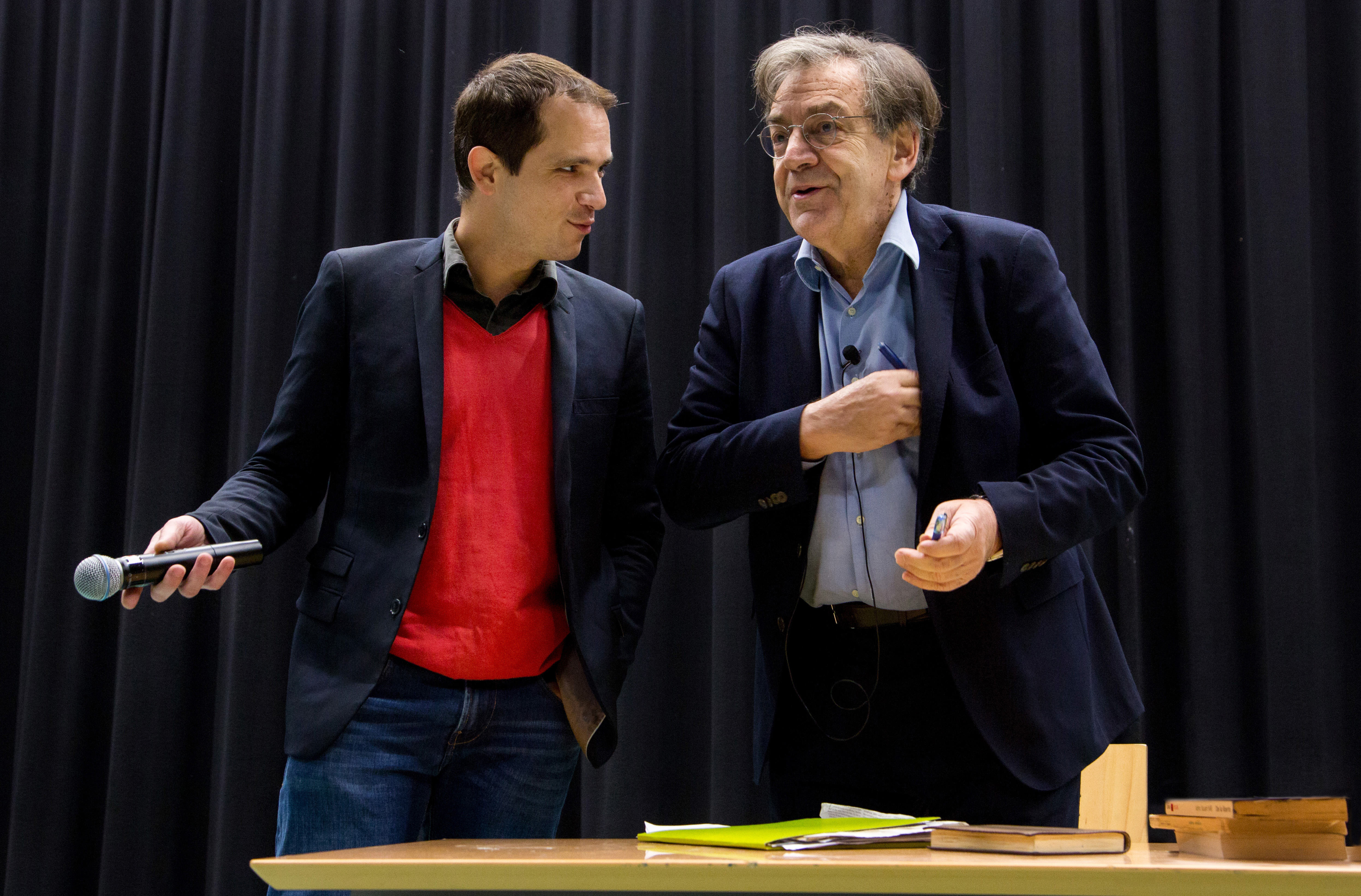
Michaël Fœssel et Alain Finkielkraut en 2014.

### Critiques
Comptant Finkielkraut parmi les « disciples de Michel Foucault issus du maoïsme », Didier Eribon parle à son propos d'« un effondrement de l'exigence intellectuelle ». Après avoir mentionné le soutien concret initialement accordé au jeune essayiste par son aîné, il rapporte en ces termes la déception de Michel Foucault face à l'essai de Finkielkraut sur le négationnisme qu'il avait lui-même suscité :

« Foucault avait donné à Finkielkraut l'idée de faire un livre pour étudier le rapport de certaines traditions de gauche — au XIXe siècle notamment — à l'antisémitisme. Quand il vit arriver le livre, quelques mois plus tard, il me dit : « Je croyais qu'il allait se lancer dans une recherche sérieuse, et je vois arriver ça, ce petit truc bâclé ! (…) Quand je pense que si c'était moi qui avais publié ça, Le Monde aurait dit : « Qu'est-ce que c'est que cette merde ? ». »

Le sociologue Michel Wieviorka estime qu'Alain Finkielkraut

« fait partie de cet ensemble d'intellectuels qui, depuis 25 ans, ont mis en avant une vision outrée et "républicaniste" de l'idée républicaine. Du coup, ses propos sont devenus de plus en plus incantatoires et éloignés des réalités. Ils ont été démentis par le fonctionnement même des institutions françaises. À force de tenir en permanence un discours vantant les promesses de la République, alors que ces mêmes promesses ne sont pas tenues pour tout le monde, Finkielkraut s'est enfermé dans une logique incantatoire, qui ne peut déboucher que sur des propos extrêmes et sur l'appel à la répression policière. »

Wieviorka a également pointé un paradoxe d'Alain Finkielkraut, qualifiant l'intellectuel de « républicano-communautariste » : « Il prêche l’idée républicaine un jour sur France Culture et, le lendemain, dans Haaretz ou sur des radios juives, il se présente comme un intellectuel participant au monde juif ». Le géopolitologue Pascal Boniface, par ailleurs critiqué par Finkielkraut, émet un jugement analogue, observant chez l'intellectuel des « contradictions entre un universalisme revendiqué et un communautarisme forcené ».

En 2002, Pierre Bourdieu, dans Interventions 1961-2001, fait d'Alain Finkielkraut l'exemple typique de ce qu'il appelle le « pauvre Blanc de la culture » : 

« Le problème que je pose en permanence est celui de savoir comment faire entrer dans le débat public cette communauté de savants qui a des choses à dire sur la question arabe, sur les banlieues, le foulard islamique… Car qui parle (dans les médias) ? Ce sont des sous-philosophes qui ont pour toute compétence de vagues lectures de vagues textes, des gens comme Alain Finkielkraut. J'appelle ça les pauvres Blancs de la culture. Ce sont des demi-savants pas très cultivés qui se font les défenseurs d'une culture qu'ils n'ont pas, pour marquer la différence d'avec ceux qui l'ont encore moins qu'eux. […] Actuellement, un des grands obstacles à la connaissance du monde social, ce sont eux. Ils participent à la construction de fantasmes sociaux qui font écran entre une société et sa propre vérité. »

Dans l’ouvrage collectif Antisémitisme, l’intolérable chantage, Israël-Palestine, une affaire française (La Découverte, 2003), Éric Hazan reproche à Alain Finkielkraut une perte d'objectivité au sujet d'Israël, et voit en lui « la Star Academy du sionisme français ».
Après avoir longuement dialogué avec lui en 2009, autour du conflit israélo-palestinien et de l'identité nationale, le philosophe maoïste Alain Badiou estime désormais qu'Alain Finkielkraut est tombé dans une « trappe obscure » où « ça sent le moisi, et pire encore », refuse ses invitations et dit l'abandonner dans ce qu'il nomme son « trou ». Il lui reproche de ne pas avoir suivi ses « conseils éclairés » et, au contraire d'avoir développé un concept « néo-nazi d'État ethnique », d'« instrumentaliser la question juive » et d'être « tourné vers le Mal de notre époque ».

### Discrimination positive
Alain Finkielkraut prend position contre la discrimination positive aux concours d'entrée, refusant la Convention éducation prioritaire mise en place par Richard Descoings à l'Institut d'études politiques de Paris.

### Qualification de philosophe
Les biographies de Finkielkraut, les médias ou les encyclopédies le présentent très souvent comme un philosophe,. Toutefois, certains lui dénient ce titre. Pour Éric Aeschimann dans le Nouvel Observateur, « si, comme l'expliquait Deleuze, philosopher, c'est fabriquer des concepts, Finkielkraut n'est pas philosophe »,. Pierre Nora, dans son discours de réception d'Alain Finkielkraut à l'Académie française, propose une synthèse : « Vous vous définissez comme philosophe, philosophe et écrivain. Philosophe d’un genre cependant très particulier, non professionnel. Vous partagez avec votre génération des vingt ans en 1968 ce mouvement qui consiste, dans le sillage de Michel Foucault, à détourner la philosophie vers des thèmes qui n’étaient pas les siens dans le discours classique et universitaire pour montrer la pertinence des analyses philosophiques sur des objets d’actualité, traditionnellement plutôt réservés aux sociologues ou aux historiens. Et du même coup, vous devenez l’homme de la pensée avec et de la pensée contre ».

### Affaire Kusturica
Pendant les guerres de Yougoslavie, aux côtés de Bernard-Henri Lévy, Finkielkraut est à l'avant-garde d'un front de défense des Croates et des Bosniaques, sensibilisant l'opinion publique française à leur sort.

Il critique le film Underground d'Emir Kusturica, lorsque celui-ci reçoit la palme d'or à Cannes : il dénonce une œuvre pro-serbe et accuse son auteur d'être nostalgique de la Grande Serbie. Il écrit ainsi : « En récompensant Underground, le jury de Cannes a cru distinguer un créateur à l'imagination foisonnante. En fait, il a honoré un illustrateur servile et tape-à-l'œil de clichés criminels ; il a porté aux nues la version rock, postmoderne, décoiffante, branchée, américanisée, et tournée à Belgrade, de la propagande serbe la plus radoteuse et la plus mensongère. » Emir Kusturica lui répondra dans une tribune intitulée Mon imposture et également publiée dans Le Monde, : 

« Je ne comprends toujours pas que Le Monde ait publié le texte d'un individu qui n'avait pas vu mon film, sans que personne ait cru bon de le signaler. »

 Face à ces remarques ironiques de Kusturica, Finkielkraut se justifiera dans un entretien à Libération en admettant qu'il n'avait pas vu le film et en renouvelant, après l'avoir vu, ses critiques.

### Affaire Oriana Fallaci
Le 24 mai 2002, Alain Finkielkraut commente l'ouvrage de la journaliste italienne Oriana Fallaci La rage et l'orgueil, au contenu très polémique et hostile aux musulmans, en ces termes :

« Oriana Fallaci a l'insigne mérite de ne pas se laisser intimider par le mensonge vertueux. Elle met les pieds dans le plat, elle s'efforce de regarder la réalité en face. Elle refuse le narcissisme pénitentiel qui rend l'Occident coupable de ce dont il est victime. Elle prend au mot le discours et les actes des adversaires. Mais, comme elle en a gros sur le cœur, elle va trop loin. Elle écrit avec des Pataugas. Elle cède à la généralisation. Elle ne résiste pas à la tentation d'enfermer ceux qu'elle appelle les fils d'Allah dans leur essence mauvaise. C'est ce qui permettra à la vertu de reprendre la main et à Télérama de dénoncer la lepénisation des esprits dans une Europe contaminée par le « virus » populiste. »

— « ancien.lepoint.fr »(Archive.org • Wikiwix • Archive.is • Google • Que faire ?)
La position d'Alain Finkielkraut déclenche une polémique : Le Monde diplomatique l'accuse de faire le lit de l'islamophobie. Dans un droit de réponse, Finkielkraut précisera qu'il estime qu'Oriana Fallaci « succombe au racisme » et que lui-même n'est pas l'ennemi des musulmans.

### Appel contre les «ratonnades anti-Blancs»
À la suite de violentes agressions lors d'une manifestation lycéenne le 8 mars 2005 contre les lois Fillon, une pétition est lancée le 25 mars 2005 par la branche française du mouvement sioniste Hachomer Hatzaïr et par Radio Shalom. Le texte déclare qu'« aujourd’hui les manifestations lycéennes sont devenues, pour certains, le prétexte à ce que l’on peut appeler des "ratonnades anti-blancs" ». Alain Finkielkraut est l'un des premiers signataires, aux côtés de Jacques Julliard, Bernard Kouchner, Pierre-André Taguieff, Chahdortt Djavann, Élie Chouraqui et Ghaleb Bencheikh.
À la suite de la publication de ce texte, Alain Finkielkraut déclare : « Les violences lors des manifestations lycéennes relèvent du même phénomène que le nouvel antisémitisme. Aujourd'hui, un certain nombre d'immigrés se recomposent une identité dans une haine des juifs et de la France, une haine judéophobe et francophobe ».
Des militants antiracistes s'opposent à ce texte. Michel Tubiana, président de la Ligue des droits de l'homme (LDH) considère que qualifier de racistes ces jeunes Noirs des cités est « réducteur ». Mouloud Aounit, président du Mouvement contre le racisme et pour l'amitié entre les peuples (MRAP) déclare : « On veut éteindre un incendie avec un bidon d'essence, dit-il. Je ne crois pas que ces manifestations soient animées exclusivement par la haine du Blanc. On ne peut donner une lecture ethnique à une violence sociale. ». Laurent Mucchielli considère que « C'est toujours le même processus de construction des "ennemis de la République". On diabolise les jeunes des cités et on refuse de s'interroger sur la ghettoïsation »,.

### Entretien de 2005 dans le journalHaaretz
À la suite des émeutes de 2005 dans les banlieues françaises, Alain Finkielkraut donne une interview au quotidien israélien Haaretz dont la traduction d'extraits par Le Monde provoque certaines réactions négatives, notamment les passages :
- « En France, on aimerait bien réduire ces émeutes à leur dimension sociale, les voir comme une révolte des jeunes des banlieues contre leur situation, contre la discrimination dont ils souffrent, contre le chômage. Le problème est que la plupart de ces jeunes sont des Noirs ou des Arabes avec une identité musulmane. Regardez ! En France il y a aussi des immigrés dont la situation est difficile — des Chinois, des Vietnamiens, des Portugais — et ils ne prennent pas part aux émeutes. C'est pourquoi il est clair que cette révolte a un caractère ethnique et religieux. »
- « Les gens disent que l'équipe nationale française est admirée par tous parce qu'elle est black-blanc-beur. En fait, l'équipe de France est aujourd'hui black-black-black, ce qui provoque des ricanements dans toute l'Europe. »

Le MRAP annonça qu'il envisageait de porter plainte contre des propos qu'il considère comme racistes puis revient sur son annonce. L'Humanité écrit que « Finkielkraut s’abîme dans une diatribe raciste ». Des collègues d'Alain Finkielkraut, enseignants et chercheurs de l'École polytechnique, publient à l'initiative de Gilles Dowek une pétition protestant contre le « projet colonial » qu'ils jugent sous-entendu par les propos d'Alain Finkielkraut dans Haaretz.
Le 25 novembre, Alain Finkielkraut réagit à la polémique en ces termes : « Je présente des excuses à ceux que ce personnage que je ne suis pas a blessés. […] La leçon, c'est qu'en effet je ne dois plus donner d'interview, notamment à des journaux dont je ne contrôle pas ou je ne peux pas contrôler le destin ou la traduction ». Il précise : « Je n'ai en moi aucun mépris ou de haine à l'égard de quelque collectivité que ce soit. Je me sens solidaire par vocation des nouveaux immigrés en France et notamment des immigrés de la deuxième ou troisième génération »,.
Ses détracteurs, comme Acrimed, pointent la propension d'Alain Finkielkraut à tenir des propos sujets à controverse puis à s'en défausser au motif de déformations et de maladresses,.
Dans son essai Après la démocratie (page 134), le sociologue Emmanuel Todd revient sur cette polémique et écrit : « Jamais en France, on n’eût toléré que des émeutiers soient caractérisés par la couleur de leur peau, si ce blasphème antirépublicain n’avait été le fait d’un intellectuel d'origine juive, auquel la sacralisation de la Shoah garantit une protection plus sûre que le passé colonial aux jeunes de banlieue. Dans cet entretien comme ailleurs (il a été plus violent encore dans le journal israélien Haaretz) il a proposé une lecture ethnicisée et raciale des émeutes de banlieues. »

### Incidents lors d'une «Nuit debout»
Le 16 avril 2016, Alain Finkielkraut assiste à quelques prises de paroles lors de l'assemblée générale de Nuit debout, avant de visiter plusieurs stands de la manifestation. Alors qu'il s'éloigne, il est pris à partie par une quinzaine de manifestants, qui le huent, l'insultent et lui demandent de « se casser », ce à quoi il répond par des insultes et menaces. Il aurait également été l'objet de crachats,. Selon deux des manifestants qui l'ont escorté, il n'était pas contraint de partir. En réaction, Alain Finkielkraut déclare qu'« on est entre soi à Nuit debout » et dénonce le « totalitarisme » du mouvement, déclarant aux journalistes : « J’ai été expulsé d’une place où doivent régner la démocratie et le pluralisme, donc cette démocratie c’est du bobard, ce pluralisme c’est un mensonge. D’autant que je ne venais que pour écouter […]. ». Cet incident provoque des réactions indignées de la classe politique française.

### Élection de Sadiq Khan à la mairie de Londres
Le 8 mai 2016, lors de son émission hebdomadaire L’Esprit de l'escalier sur Radio Communauté Juive (RCJ), Alain Finkielkraut exprime le goût amer que lui a laissé le traitement médiatique de l'élection du nouveau maire de Londres, Sadiq Khan ; il regrette la faible importance accordée par les médias aux programmes des deux candidats, estimant qu'ils ont surtout voire uniquement parlé de leur origine : « Nous avons assisté à un duel entre celui qu'on a présenté comme le candidat musulman, fils d’un chauffeur d’autobus immigré du Pakistan et le fils d’un milliardaire juif […] être un héritier tend à devenir un handicap politique. En société multiculturelle, la noblesse consiste à venir d’un milieu défavorisé et immigré »,.

### Propos sur les féministes
En septembre 2017, ses propos sur les féministes, qui seraient selon lui des « mauvaises joueuses d'un nouveau type ne reconnaissant pas leur victoire », au cours d'une émission sur France Inter, déclenchent une polémique et de nombreuses réactions d’indignation.

### Propos sur les «non-souchiens» durant l'hommage à Johnny Hallyday
Le 10 décembre 2017 sur la radio RCJ, Alain Finkielkraut dit que « le petit peuple des petits blancs est descendu dans la rue pour dire adieu à Johnny. Il était nombreux et il était seul. […] Les non-souchiens brillaient par leur absence ».
En réaction à ces propos le 12 décembre 2017, le journaliste Claude Askolovitch écrit dans le journal Slate : « il pense ainsi, Alain Finkielkraut, que le réel n’est qu’une césure ethnique. Ne le penserait-il pas qu’il en serait resté à son antienne sur les valeurs. Il n’aurait été « que » réactionnaire. Mais il fallait que sorte, non pas malgré lui, mais au plus profond de ce qu’il pense, la guerre des races qu’il redoute mais à laquelle il travaille ».
Thomas Guénolé affirme que ces propos définissent Alain Finkielkraut comme un raciste. Alain Finkielkraut répond à cette polémique en estimant que « le divertissement prend presque toute la place, mais il ne fait plus lien ».

### Agressions antisémites lors d'une manifestation de Gilets jaunes
Le 16 février 2019, lors d'une manifestation de Gilets jaunes, alors même qu'il avait précédemment affiché son soutien à ce mouvement, Alain Finkielkraut est pris à partie près de chez lui, par des individus portant des gilets jaunes qui l'abreuvent d'insultes antisémites,. Cet événement suscite l’indignation quasi-générale de la classe politique, dont celle du président de la République française, bien que des personnalités proches de l'extrême gauche et des indigénistes selon le Figaro, tels que Jean-Pierre Mignard, Thomas Guénolé, Aude Lancelin et Yassine Belattar, le minimisent. Selon Alain Finkielkraut, ses agresseurs sont « un mélange de gens des banlieues, de l'extrême gauche et peut-être aussi des soraliens », et ne sont pas « des Gilets jaunes d'origine ». Un individu supposé proche de la mouvance islamiste est suspecté par les autorités d'être l'une des personnes l'ayant insulté,. Le 19 février 2019, l'émotion suscitée par ces agressions verbales subies par Alain Finkielkraut amplifie les manifestations contre l'antisémitisme organisées à Paris et dans plusieurs villes de France, en réaction à l'augmentation importante des actes antisémites constatée en 2018. Le 20 février 2019, après la profanation du cimetière juif de Quatzenheim, le président israélien Reuven Rivlin apporte son soutien au président français et à Alain Finkielkraut face aux actes antisémites, qu'il qualifie d'« affront » à la France. L’Académie française lui apporte également son soutien.

### Propos sur la pédophilie et le viol
Pauline Bock, d'Arrêt sur images, explique que sur la période 2009-2021, les propos de Finkielkraut sur les affaires de pédophilie n'ont pas changé : il a constamment expliqué que selon lui, une adolescente de moins de 15 ans est suffisamment grande pour consentir à un acte sexuel (tout en estimant que Greta Thunberg est à 16 ans une enfant « puérile »). Mais l'historienne spécialiste de la pédophilie Anne-Claude Ambroise-Rendu explique que dans cette période, plusieurs affaires très médiatisées et le mouvement MeToo ont déclenché « une remise en question radicale de la domination masculine et du cadre dans lequel le corps des femmes et des enfants est considéré comme possédé par les hommes », qui rendent le discours réactionnaire inacceptable.
En 2009 sur France Inter, Alain Finkielkraut défend le cinéaste Roman Polanski, poursuivi pour viol et condamné entre autres par la justice américaine à trois mois de prison pour détournement de mineure de 13 ans puis cible d'un mandat d'arrêt international, en affirmant : « Polanski n'est pas le violeur de l'Essonne. Polanski n'est pas pédophile. Sa victime […] n'était pas une fillette, une petite fille, une enfant, au moment des faits. C'était une adolescente qui posait dénudée pour Vogue homme. Et Vogue homme n'est pas un journal pédophile. C'est quand même une chose à prendre en considération ». Ces propos n'ont pas beaucoup d'écho, alors que la loi française interdit à cette époque toute relation sexuelle avec un mineur de moins de 15 ans. Après la 45e cérémonie des César du 28 février 2020, au cours de laquelle 12 nominations sont attribuées au film J'accuse de Polanski, Alain Finkielkraut estime que la cérémonie « a battu tous les records de férocité et de laideur », et critique les départs d'Adèle Haenel et de l'écrivaine Leïla Slimani en réaction à l'annonce des prix remis au film de Polanski, taxant Florence Foresti, qui animait la soirée, d'antisémitisme.
Le 13 novembre 2019, lors d’un débat sur LCI, répondant à la militante féministe Caroline De Haas qui affirme qu'il « banalise la réalité du viol » par sa défense de Roman Polanski, Alain Finkielkraut déclare : « Violez, violez, violez. Voilà ! Je dis aux hommes : violez les femmes. D'ailleurs, je viole la mienne tous les soirs ! Mais tous les soirs. Elle en a marre, hein, elle en a marre »,,. Devant la consternation de quelques-uns sur le plateau, David Pujadas suggère qu'il s'agit de « second degré » et certains appellent à « voir l'ironie dans la phrase » quand d'autres s'en indignent, notamment sur les réseaux sociaux. Des téléspectateurs saisissent le CSA sur la séquence, notamment après la diffusion de la vidéo du passage média postée par un compte Twitter dont, précise Libération, « le montage ne permet pas de saisir la dimension « ironique » des propos du philosophe, qu'on comprend en écoutant l’intégralité de la séquence »,. Marlène Schiappa, secrétaire d'État chargée de l'Égalité, remercie Caroline De Haas d'avoir rappelé la loi en direct,. En réaction aux nombreuses critiques que suscitent ses propos, Alain Finkielkraut se désole qu'« aujourd’hui, on ne comprend plus l’ironie : il faut être littéral, autrement les gens n’entendent rien », le journaliste Claude Askolovitch ajoutant : « On peut penser que Finkielkraut a gravement tort, c’est mon cas, sans faire semblant de prendre une ironie de plateau télé pour un appel au viol ». Une plainte est ensuite déposée par quatre députés de La France insoumise pour « provocation à la haine ou à la violence à l'égard d'une personne ou d'un groupe de personnes à raison de leur sexe, de leur orientation sexuelle ou identité de genre »,. France Culture, radio sur laquelle il anime une émission, a dû faire intervenir la médiatrice de Radio France pour soutenir le maintien de l'animateur à la suite de nombreux messages de protestation reçus.
En janvier 2020, Alain Finkielkraut s'exprime sur les relations sexuelles entre l'écrivain Gabriel Matzneff et Vanessa Springora alors qu'elle avait 14 ans et lui 50 : il admet qu'il est possible d'éprouver de l'attirance pour une adolescente mais ajoute, citant Albert Camus, qu'« un homme, ça s'empêche ».
Le 11 janvier 2021, au sujet de l'affaire Olivier Duhamel, il déclare sur LCI que Duhamel « a commis un acte répréhensible », « très grave » et « inexcusable », puis explique qu'« on vous tombe immédiatement dessus » quand on pose les questions « Y a-t-il eu consentement ? À quel âge ça a commencé ? Y a-t-il eu ou non une forme de réciprocité ? », ajoutant au sujet de l'enfant de 14 ans « on parle d’un adolescent, c’est pas la même chose ». LCI condamne ses propos et le congédie, le « bâillonne » selon les propos de l'intéressé.

## Poursuites judiciaires

### Condamnation pour diffamation envers Didier Eribon
En avril 1999, Alain Finkielkraut est condamné pour avoir diffamé Didier Eribon. Dans son émission Répliques, Alain Finkielkraut avait affirmé que Didier Eribon avait tenu des propos orduriers envers la rédactrice de la revue Esprit Irène Théry. Démentant cette affirmation, Didier Eribon demande un droit de réponse à l'antenne, qu'Alain Finkielkraut lui refuse. Didier Eribon le poursuit en justice et fait condamner à un franc symbolique pour diffamation, aucun des témoins présents lors de la discussion entre Eribon et Théry n'ayant confirmé les propos rapportés par Alain Finkielkraut.

### Relaxes

#### Eyal Sivan
À la suite de la diffusion du documentaire réalisé par Eyal Sivan (israélien) et Michel Khleifi (palestinien) Route 181 : fragments d’un voyage en Palestine-Israël, sur Arte en novembre 2003, et alors que le cinéaste israélien était menacé de mort, Alain Finkielkraut qualifie le film d’« appel au meurtre » et Eyal Sivan d’« antisémite juif », lui attribuant la volonté de « tuer » les Juifs, « de les liquider, de les faire disparaître ». Eyal Sivan poursuit Alain Finkielkraut en diffamation envers un particulier. La cour d'appel de Paris juge qu'il ne s'agit pas d'une diffamation envers un particulier mais d'une diffamation raciale et déboute Eyal Sivan en raison de la qualification erronée des faits,.

#### MRAP
Le 23 novembre 2003, lors d'une intervention dans un colloque « Antisémitisme : la gauche face à elle-même », il déclare : « il s'est constitué à Durban un mouvement contre le racisme et pour l'antisémitisme des peuples. Et ce MRAP-là est toujours plus puissant ». L’association dépose plainte pour diffamation. Alain Finkielkraut est relaxé, les propos ne relevant pas, selon le tribunal, de la diffamation.

#### CAPJPO-EuroPalestine etoumma.com
Le 28 mai 2008, Alain Finkielkraut comparaît devant la 17e chambre correctionnelle de Paris, à la suite d'une plainte de CAPJPO-EuroPalestine (à l'initiative d'une liste aux élections européennes de 2004 conduite par Dieudonné et soutenue par Alain Soral) et d'oumma.com pour injure : Alain Finkielkraut avait soutenu lors d'une émission de radio sur RCJ en décembre 2005 que les militants des deux associations parties civiles n'étaient pas « des gens bien », mais « des gens qui ne veulent pas lâcher la proie juive ». Les associations sont déboutées.

## Distinctions
- 1984 : prix européen de l'essai Charles-Veillon[126]
- 1986 : prix de la fondation du judaïsme français[réf. nécessaire]
- 1994 :  Chevalier de la Légion d'honneur[127]
- 1999 : prix Aujourd'hui pour L'Ingratitude[128]
- 1er janvier 2009 :  Officier de la Légion d'honneur[129]
- 2010 : prix de l'essai pour Un cœur intelligent[130]
- 2014 : prix Combourg pour L'Identité malheureuse[131]

## Publications

### Essais et entretiens
- Ralentir, mots-valises !, Seuil, 1979  (ISBN 978-2-02-005110-1)
- Petit fictionnaire illustré : les mots qui manquent au dico, Seuil, 1981, rééd. coll. Points, 2006  (ISBN 978-2-02-005987-9)
- Le Juif imaginaire, Seuil, 1981  (ISBN 978-2-02-006416-3)
- L'Avenir d'une négation, réflexion sur la question du génocide, Seuil, 1982  (ISBN 978-2-02-006080-6)
- La Réprobation d'Israël, Gonthier/Denoël, 1983  (ISBN 2-282-30237-0)
- La Sagesse de l'amour, 1984, Gallimard,  (ISBN 2-07-032469-9) - prix européen de l'essai Charles-Veillon
- La Défaite de la pensée, Paris, Gallimard, 1987  (ISBN 2-07-032509-1)
- La Mémoire vaine. Du crime contre l'humanité, Gallimard, 1989  (ISBN 978-2-07-032730-0)
- Comment peut-on être Croate ?, Gallimard, 1992  (ISBN 978-2-07-072867-1)
- Le Mécontemporain : Charles Péguy, lecteur du monde moderne, Paris, Gallimard, 1992  (ISBN 978-2-07-040867-2)
- Le Crime d'être né : l'Europe, les nations, la guerre, Arléa, 1994  (ISBN 978-2-86-959196-7)
- L'Humanité perdue, Seuil, 1996  (ISBN 978-2-02-091426-0)
- Une voix vient de l'autre rive, Gallimard, 2000  (ISBN 2-07-042224-0)
- L'Imparfait du présent : pièces brèves, Gallimard, 2002  (ISBN 2070765393)
- Au nom de l'Autre : réflexions sur l'antisémitisme qui vient, Gallimard, 2003  (ISBN 978-2-07-073495-5)
- Un cœur intelligent, Stock/Flammarion, 2009  (ISBN 978-2-234-06259-7) - Prix de l'Essai de l'Académie française 2010[132]
- Et si l'amour durait, Stock, 2011  (ISBN 978-2-286-08453-0)
- L'Identité malheureuse, Stock, octobre 2013 (ISBN 978-2-23-407336-4) - Prix Combourg
- La Seule Exactitude, Stock, octobre 2015 (ISBN 978-2234078970)
- À la première personne, Gallimard, septembre 2019 (ISBN 9782072853197)
- L'Après littérature, Stock, septembre 2021,  (ISBN 978-2-234-08724-8), Présentation [lire en ligne]
- Pêcheur de perles, Gallimard, janvier 2024 (ISBN 9782073048981)

#### En collaboration
- Le Nouveau Désordre amoureux (avec Pascal Bruckner), Paris, Seuil, 1977  (ISBN 978-2-02-004582-7)
- Au coin de la rue, l'aventure (avec Pascal Bruckner), Seuil, 1979  (ISBN 978-2-02-006127-8)
- L'Ingratitude : conversation sur notre temps (entretien avec Antoine Robitaille), Gallimard, 1999  (ISBN 978-2-07-041552-6)
- Internet, l'inquiétante extase (avec Paul Soriano), Mille et une nuits, 2001  (ISBN 978-2-84-205563-9)
- Des Hommes et des bêtes (avec Élisabeth de Fontenay), Tricorne, 2000  (ISBN 978-2-82-930219-0)
- Enseigner les lettres aujourd'hui (avec Marc Baconnet et Mireille Grange), Tricorne, 2003  (ISBN 978-2-82-930247-3)
- Les Battements du monde (avec Peter Sloterdijk), Pauvert, 2003  (ISBN 201-279238-3)
- Le Livre et les livres : entretiens sur la laïcité (avec Benny Lévy), Verdier, 2006  (ISBN 978-2-25-308377-1)
- La Discorde. Israël-Palestine, les Juifs, la France : conversations avec Elisabeth Levy (avec Rony Brauman), Mille et une nuits, 2006  (ISBN 978-2-84-205812-8)
- L’Explication : conversation avec Aude Lancelin (avec Alain Badiou), Nouvelles Éditions Lignes, 2010  (ISBN 978-2-35-526052-0)
- En terrain miné, avec Élisabeth de Fontenay, Stock, septembre 2017 (ISBN 978-2234083424)

### Conférences données à l'École Polytechnique
- Penser le XXe siècle, École polytechnique, 2000  (ISBN 978-2-73-020713-3)
- Nous autres, modernes : Quatre leçons (Ellipses, 2005,  (ISBN 978-2-07-034749-0) - Prix Guizot-Calvados 2006
- Philosophie et modernité, École Polytechnique, 2008  (ISBN 978-2-73-021510-7)

### Transcriptions des émissionsRépliquesde France Culture
- Ce que peut la littérature, Stock, 2006,  (ISBN 978-2-23-405914-6) Transcription des émissions Répliques de France Culture consacrées à la culture livresque.
- Qu'est-ce que la France, Stock, 2007  (ISBN 9782234059658) Transcription des émissions Répliques de France Culture consacrées à l'identité française.
- La Querelle de l'école, Stock, 2007  (ISBN 9782234060531) Transcription des émissions Répliques de France Culture consacrées au système éducatif.
- L'Interminable Écriture de l'extermination, Stock, 2010  (ISBN 9782234061446) Transcription des émissions Répliques de France Culture consacrées à la littérature de la Shoah.
- Des animaux et des hommes, Stock, septembre 2018 Transcription des émissions Répliques de France Culture consacrées aux relations entre l'homme et l'animal.

### Articles
- « De la polysémie à la confusion : le mot « culture » », Approches,‎ septembre 2016 (ISBN 978-2-919-63018-9)